# ららテラスTOKYO-BAY
ららテラスTOKYO-BAY（ららテラストーキョー-ベイ）は、千葉県船橋市若松にある商業施設である。

## 概要
建設地にはかつて船橋市立若松小学校と船橋市立若松中学校が存在していたが、京葉線と国道357号、東関東自動車道の建設のために、1978年に現在の場所に移転し、その後は千葉県水道局船橋水道事務所が使用していた。しかしそれも南側に移転し、その後は当時の千葉県企業庁（現在の千葉県企業局）が保有する土地となった。それからは長らく空き地となって放置されていたが、2013年10月に千葉県から船橋市に土地が譲渡され、それ以降は「JR南船橋駅南口市有地活用事業」として、官民連携によって土地調査及び活用方法の検討が行われてきた。
2019年11月7日には、この事業の優先交渉権者に三井不動産グループが選定され、商業施設や共同住宅、広場空間などが整備される計画となった。このうちB街区とD街区は「南船橋駅前商業施設計画」としてライフスタイル型商業施設が建設される区域となり、2022年11月に着工した。
2023年6月28日、施設名称が「三井ショッピングパーク ららテラスTOKYO-BAY」に決定したと発表された。
2023年11月29日、開業した。

## MIXI FUN PARK
建物東側には開発敷地面積の約3分の1を占める約5,000㎡もの大規模広場が設けられている。
MIXIが命名権を取得しており、「MIXI FUN PARK」と命名された。
天然芝生広場と多種多様な中高木を備えた安らぎの空間である。ドッグランエリアや家族が楽しめる遊具広場があるほか、フードフェスやスポーツのパブリックビューイングなど様々なイベントが可能であり、幅広い層の人々が利用することを目指している。
また、災害時には一時避難場所として当広場を利用する協定を船橋市とMIXI側で締結予定。一時避難場所として被災者を受け入れるほか、断水時には水洗トイレが使えない時に活躍するマンホールトイレを当広場内に2カ所設置している。

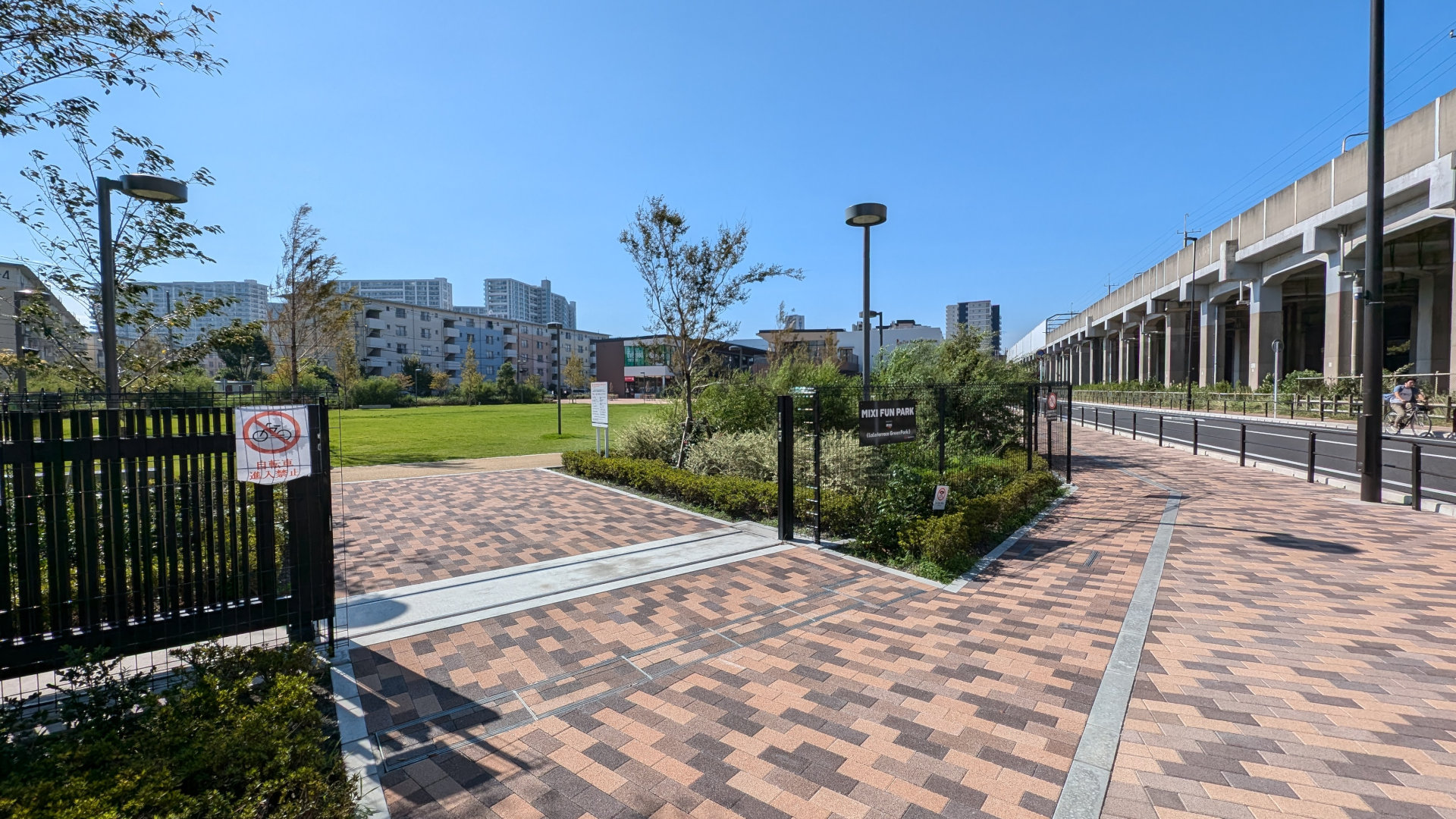
MIXI FUN PARK入口
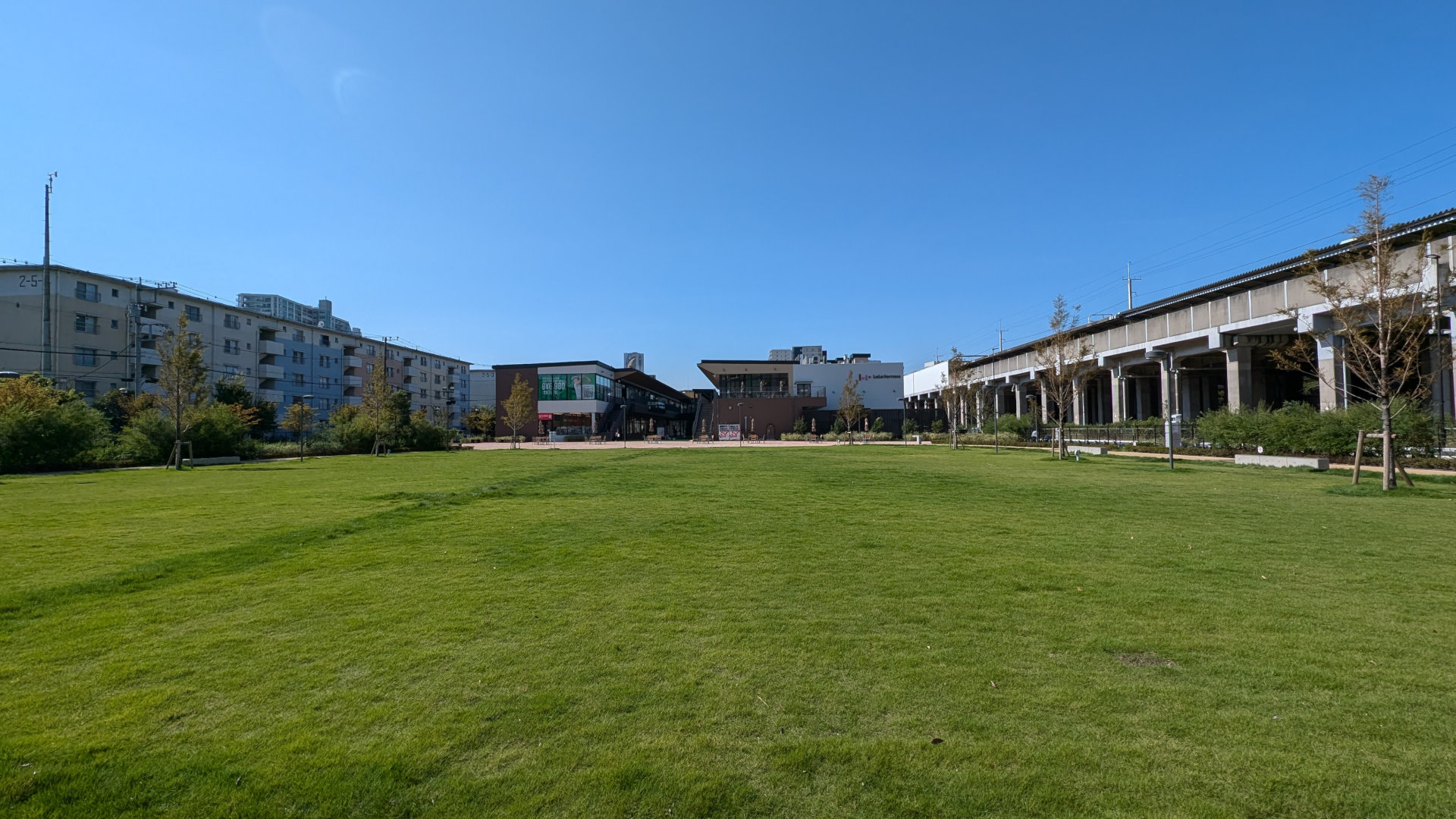
広々としたMIXI FUN PARK
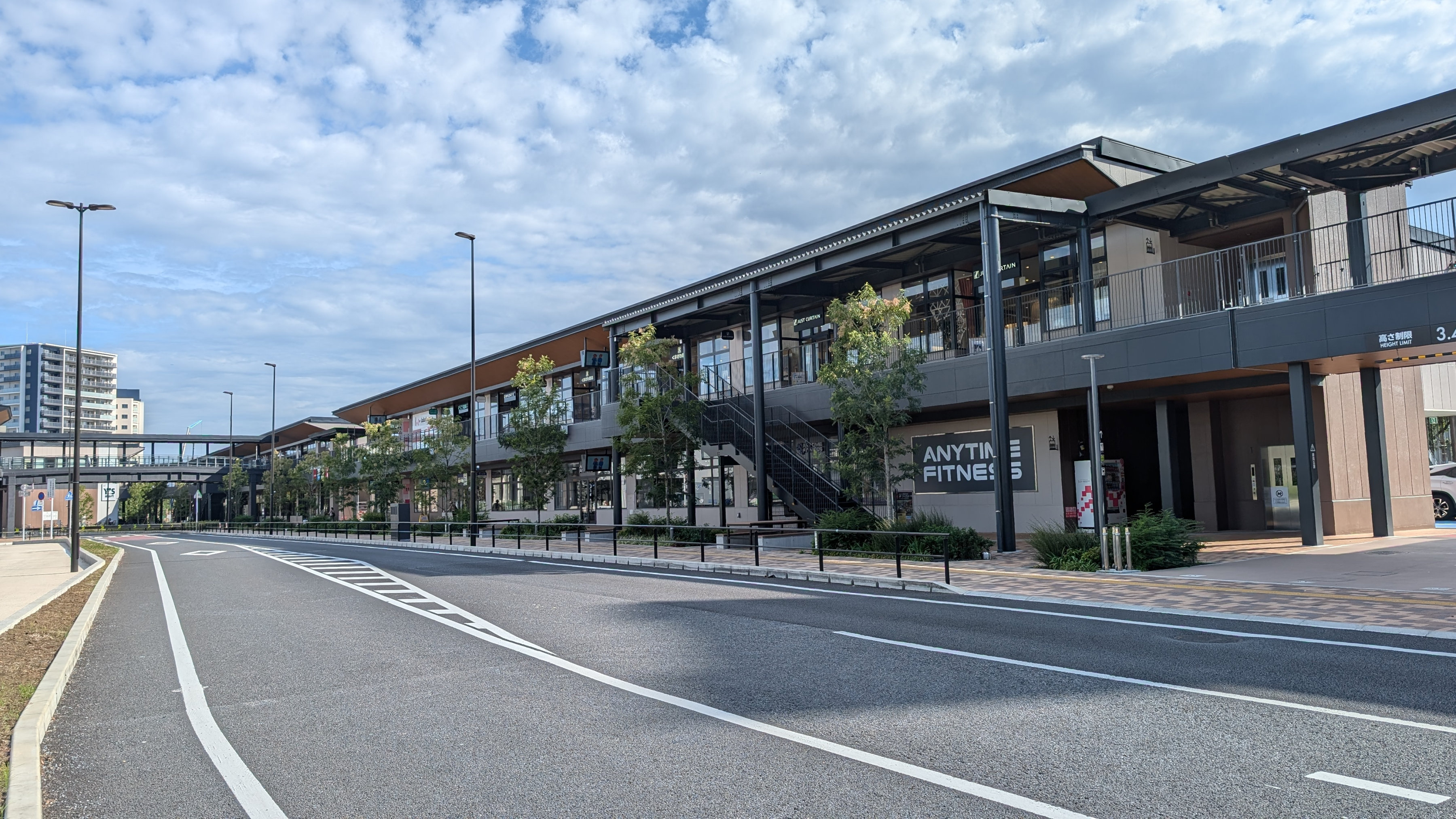
ららテラスTOKYO-BAY全景
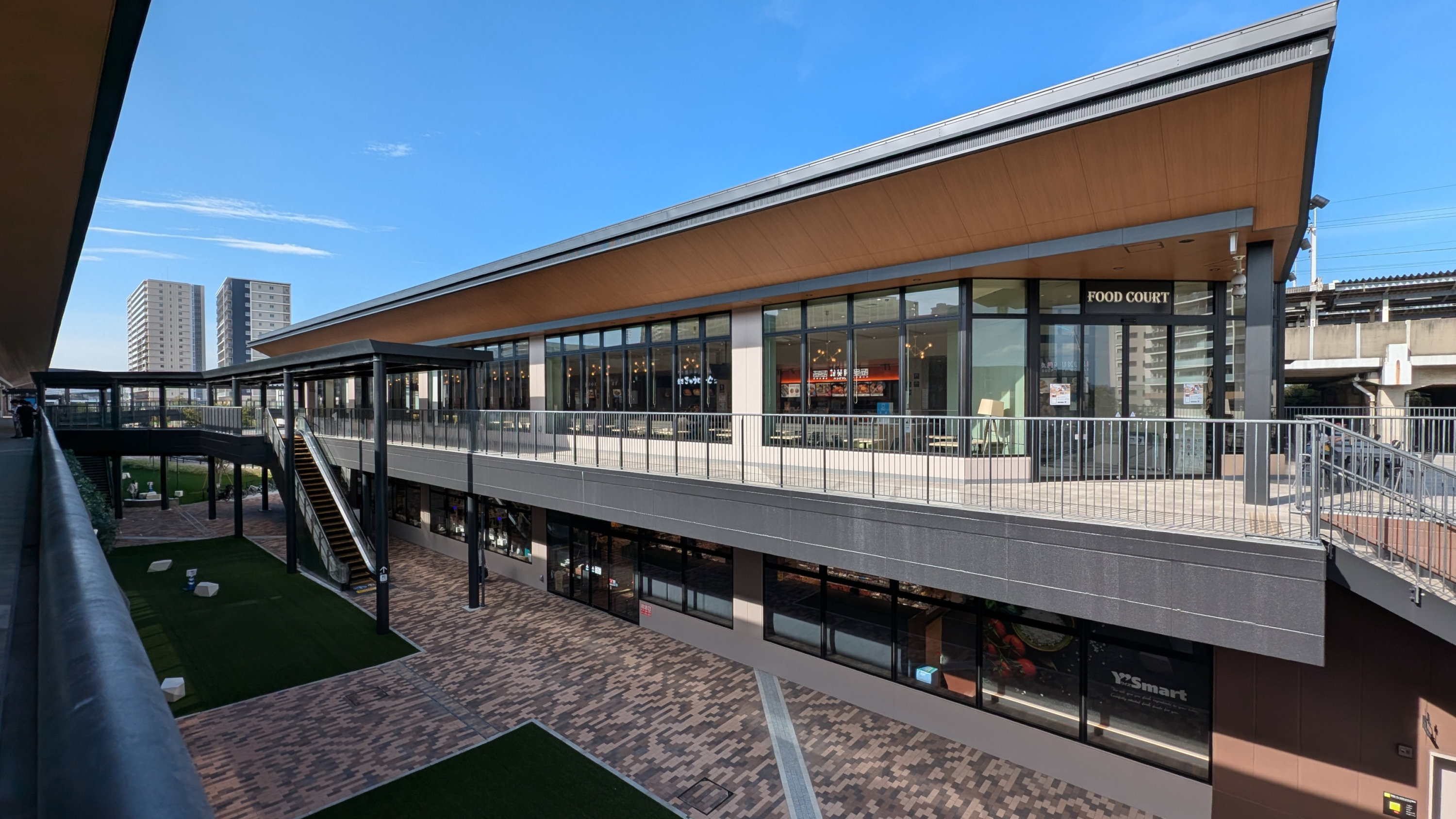
2Fのフードコート
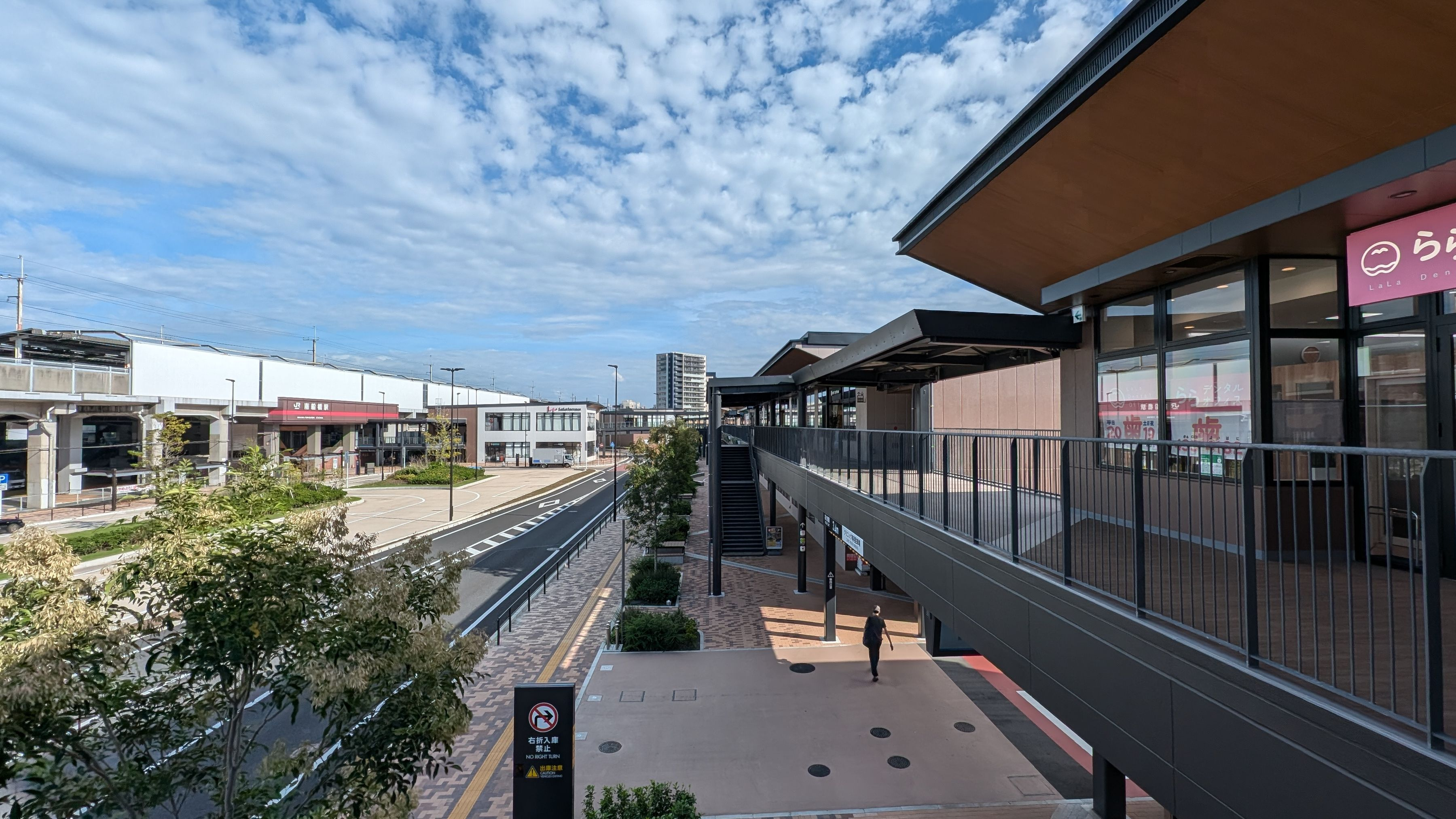
2F西側テラスからの眺め
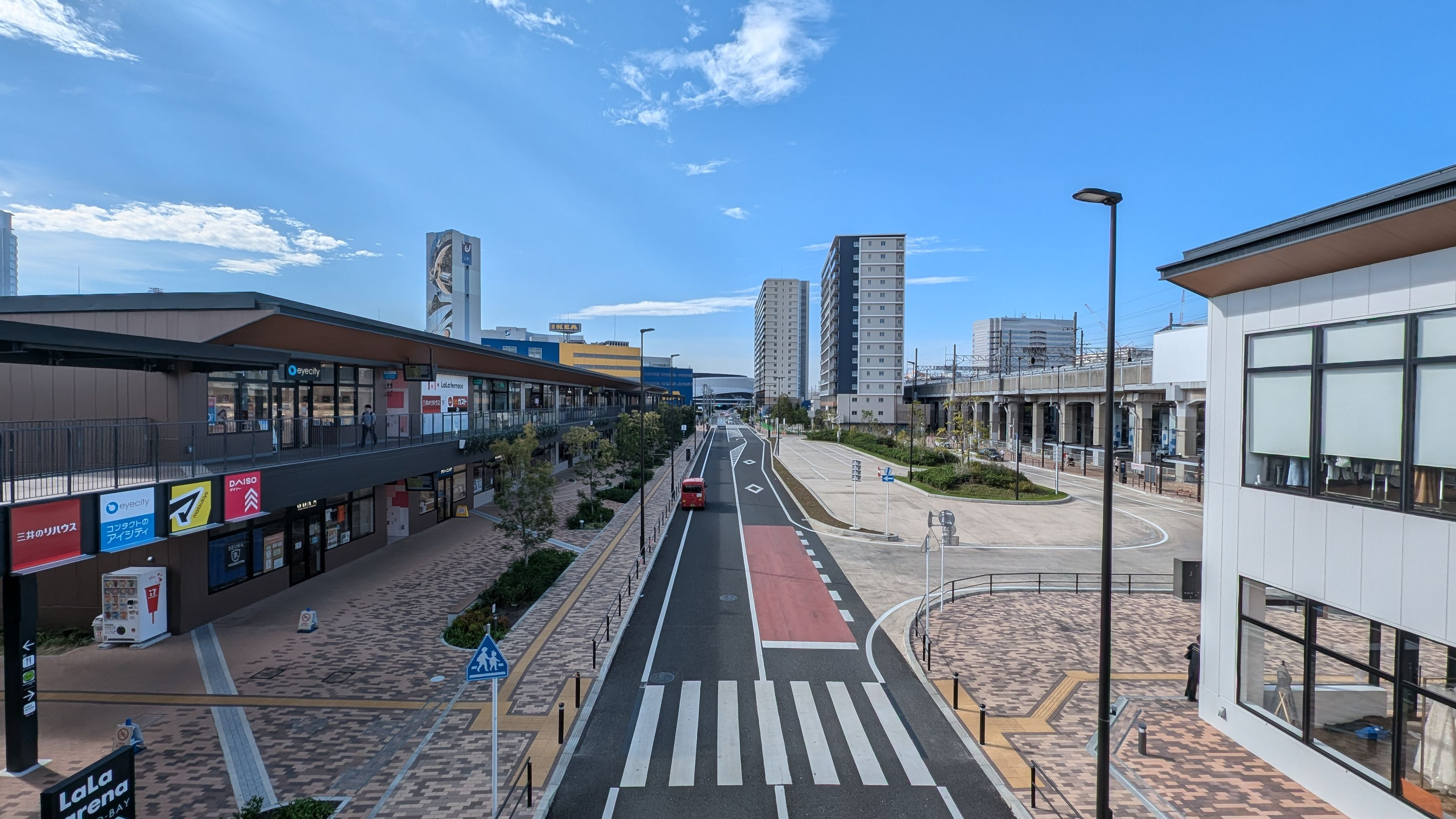
JR南船橋駅への連絡通路から撮影